# Крушчица (Петњица)
Крушчица је насеље у општини Петњица у Црној Гори. Према попису из 2003. било је 97 становника (према попису из 1991. било је 165 становника).

## Демографија
У насељу Крушчица живи 65 пунолетних становника, а просечна старост становништва износи 30,6 година (33,0 код мушкараца и 28,3 код жена). У насељу има 19 домаћинстава, а просечан број чланова по домаћинству је 5,11.
Ово насеље је скоро потпуно насељено Бошњацима (према попису из 2003. године), а у последњих пет пописа примећен је пад у броју становника.
|  |

| Демографија | Демографија | Демографија |
| Година      | Становника  | Становника  |
| ----------- | ----------- | ----------- |
|             |             |             |
|             |             |             |
|             |             |             |
|             |             |             |
| 1948.       | 275         |             |
| 1953.       | 321         |             |
| 1961.       | 312         |             |
| 1971.       | 212         |             |
| 1981.       | 190         |             |
| 1991.       | 165         | 162         |
| 2003.       | 109         | 97          |
|             |             |             |

| Етнички састав према попису из 2003.‍ | Етнички састав према попису из 2003.‍ | Етнички састав према попису из 2003.‍ | Етнички састав према попису из 2003.‍ | Етнички састав према попису из 2003.‍ |
| ------------------------------------ | ------------------------------------ | ------------------------------------ | ------------------------------------ | ------------------------------------ |
|                                      |                                      |                                      |                                      |                                      |
| Бошњаци                              | Бошњаци                              |                                      | 94                                   | 96,90%                               |
| непознато                            | непознато                            |                                      | 3                                    | 3,09%                                |

| Година пописа     | 1948. | 1953. | 1961. | 1971. | 1981. | 1991. | 2003. |
| ----------------- | ----- | ----- | ----- | ----- | ----- | ----- | ----- |
| Број домаћинстава | 46    | 48    | 43    | 30    | 22    | 24    | 20    |

| Број чланова      | 1  | 2 | 3 | 4 | 5 | 6 | 7 | 8 | 9 | 10 и више | Просек |
| ----------------- | -- | - | - | - | - | - | - | - | - | --------- | ------ |
| Број домаћинстава | 19 | 1 | 2 | 2 | 2 | 3 | 7 | 0 | 0 | 0         | 2      |

| Пол    | Укупно | Неожењен/Неудата | Ожењен/Удата | Удовац/Удовица | Разведен/Разведена | Непознато |
| ------ | ------ | ---------------- | ------------ | -------------- | ------------------ | --------- |
| Мушки  | 36     | 13               | 23           | 0              | 0                  | 0         |
| Женски | 31     | 6                | 22           | 1              | 1                  | 1         |
| УКУПНО | 67     | 19               | 45           | 1              | 1                  | 1         |

| Пол    | Укупно                    | Пољопривреда, лов и шумарство | Рибарство                            | Вађење руде и камена | Прерађивачка индустрија       |
| ------ | ------------------------- | ----------------------------- | ------------------------------------ | -------------------- | ----------------------------- |
| Мушки  | 17                        | 16                            | 0                                    | 0                    | 0                             |
| Женски | 1                         | 1                             | 0                                    | 0                    | 0                             |
| УКУПНО | 18                        | 17                            | 0                                    | 0                    | 0                             |
| Пол    | Производња и снабдевање   | Грађевинарство                | Трговина                             | Хотели и ресторани   | Саобраћај, складиштење и везе |
| Мушки  | 0                         | 0                             | 0                                    | 0                    | 0                             |
| Женски | 0                         | 0                             | 0                                    | 0                    | 0                             |
| УКУПНО | 0                         | 0                             | 0                                    | 0                    | 0                             |
| Пол    | Финансијско посредовање   | Некретнине                    | Државна управа и одбрана             | Образовање           | Здравствени и социјални рад   |
| Мушки  | 0                         | 0                             | 0                                    | 1                    | 0                             |
| Женски | 0                         | 0                             | 0                                    | 0                    | 0                             |
| УКУПНО | 0                         | 0                             | 0                                    | 1                    | 0                             |
| Пол    | Остале услужне активности | Приватна домаћинства          | Екстериторијалне организације и тела | Непознато            | Непознато                     |
| Мушки  | 0                         | 0                             | 0                                    | 0                    | 0                             |
| Женски | 0                         | 0                             | 0                                    | 0                    | 0                             |
| УКУПНО | 0                         | 0                             | 0                                    | 0                    | 0                             |